# Budapest Challenger 1986
Il Budapest Challenger 1986 è stato un torneo di tennis facente parte della categoria ATP Challenger Series nell'ambito dell'ATP Challenger Series 1986. Il torneo si è giocato a Budapest in Ungheria dal 15 al 21 settembre 1986 su campi in terra rossa.

## Vincitori

### Singolare
Jörgen Windahl ha battuto in finale  Jaroslav Navrátil con il punteggio di 6–1, 7–5

### Doppio
Stanislav Birner /  Cyril Suk hanno battuto in finale  Peter Bastiansen /  Brett Buffington con il punteggio di 6–1, 7–5